# Osteochilus
Genre
Osteochilus est un genre de poissons téléostéens de la famille des Cyprinidae et de l'ordre des Cypriniformes. Les espèces d'Osteochilus se rencontrent principalement en Asie du Sud, quelques-unes s’étendant dans les parties adjacentes de la Chine. En outre, deux espèces (Osteochilus longidorsalis et Osteochilus nashii) sont endémiques des Ghâts occidentaux en Inde.

## Liste des espèces
Selon FishBase (15 septembre 2015) :
- Osteochilus bellus Popta, 1904
- Osteochilus bleekeri Kottelat, 2008
- Osteochilus borneensis (Bleeker, 1856)
- Osteochilus brachynotopteroides Chevey, 1934
- Osteochilus chini Karnasuta, 1993
- Osteochilus enneaporos (Bleeker, 1852)
- Osteochilus flavicauda Kottelat & Tan, 2009
- Osteochilus harrisoni Fowler, 1905
- Osteochilus ingeri Karnasuta, 1993
- Osteochilus intermedius Weber & de Beaufort, 1916
- Osteochilus jeruk Hadiaty & Siebert, 1998
- Osteochilus kahajanensis (Bleeker, 1856)
- Osteochilus kappenii (Bleeker, 1856)
- Osteochilus kelabau Popta, 1904
- Osteochilus kerinciensis Tan & Kottelat, 2009
- Osteochilus kuekenthali Ahl, 1922
- Osteochilus lini Fowler, 1935
- Osteochilus longidorsalis (Pethiyagoda & Kottelat, 1994)
- Osteochilus melanopleurus (Bleeker, 1852)
- Osteochilus microcephalus (Valenciennes, 1842)
- Osteochilus nashii (Day, 1869)
- Osteochilus partilineatus Kottelat, 1995
- Osteochilus pentalineatus Kottelat, 1982
- Osteochilus repang Popta, 1904
- Osteochilus salsburyi Nichols & Pope, 1927
- Osteochilus sarawakensis Karnasuta, 1993
- Osteochilus scapularis Fowler, 1939
- Osteochilus schlegelii (Bleeker, 1851)
- Osteochilus serokan Hadiaty & Siebert, 1998
- Osteochilus sondhii Hora & Mukerji, 1934
- Osteochilus spilurus (Bleeker, 1851)
- Osteochilus striatus Kottelat, 1998
- Osteochilus vittatoides Popta, 1904
- Osteochilus vittatus (Valenciennes, 1842)
- Osteochilus waandersii (Bleeker, 1853)

## Galerie

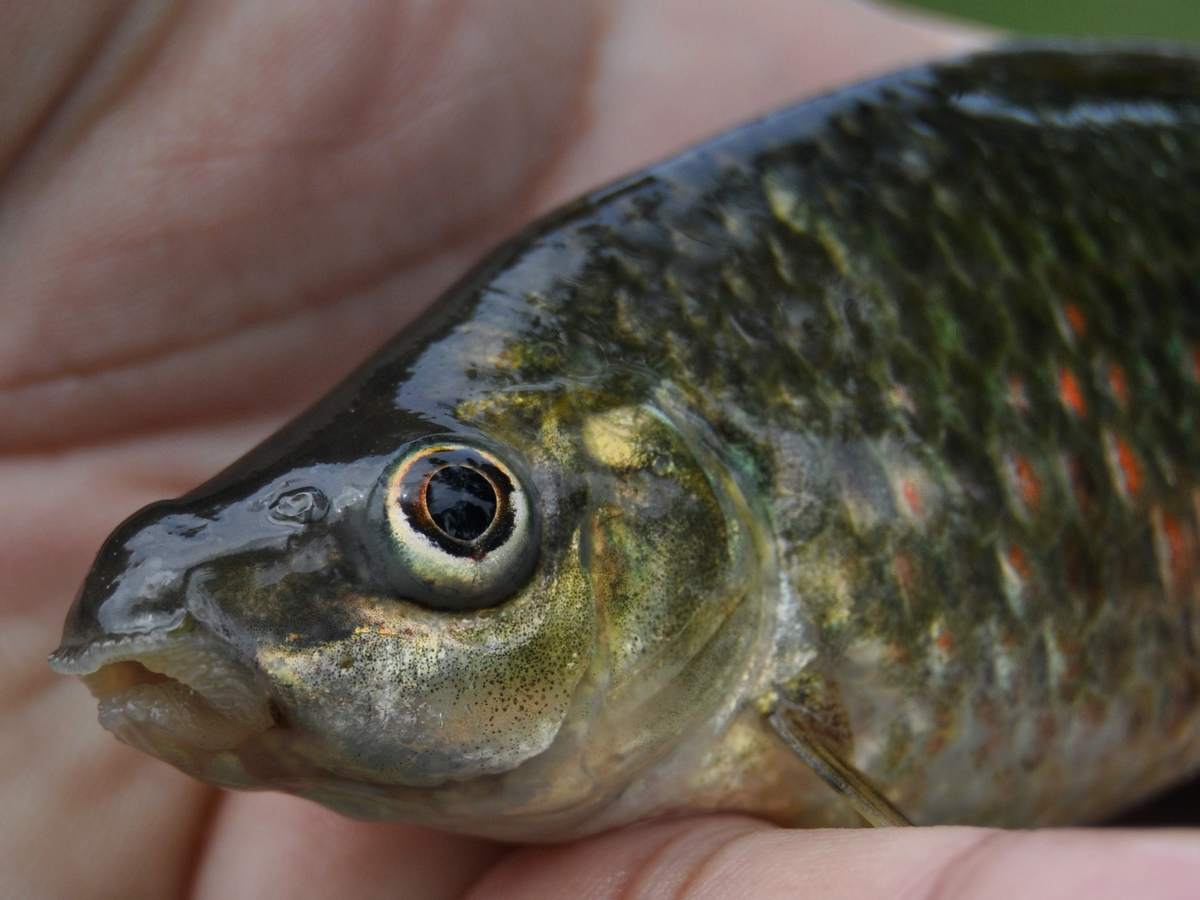
Osteochilus vittatus
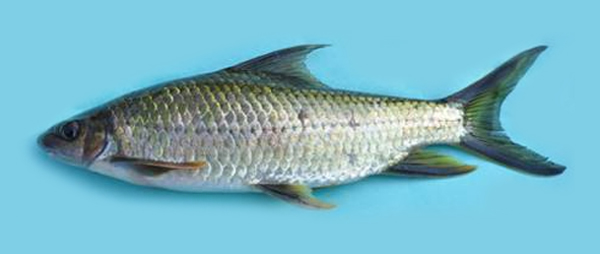
Osteochilus longidorsalis
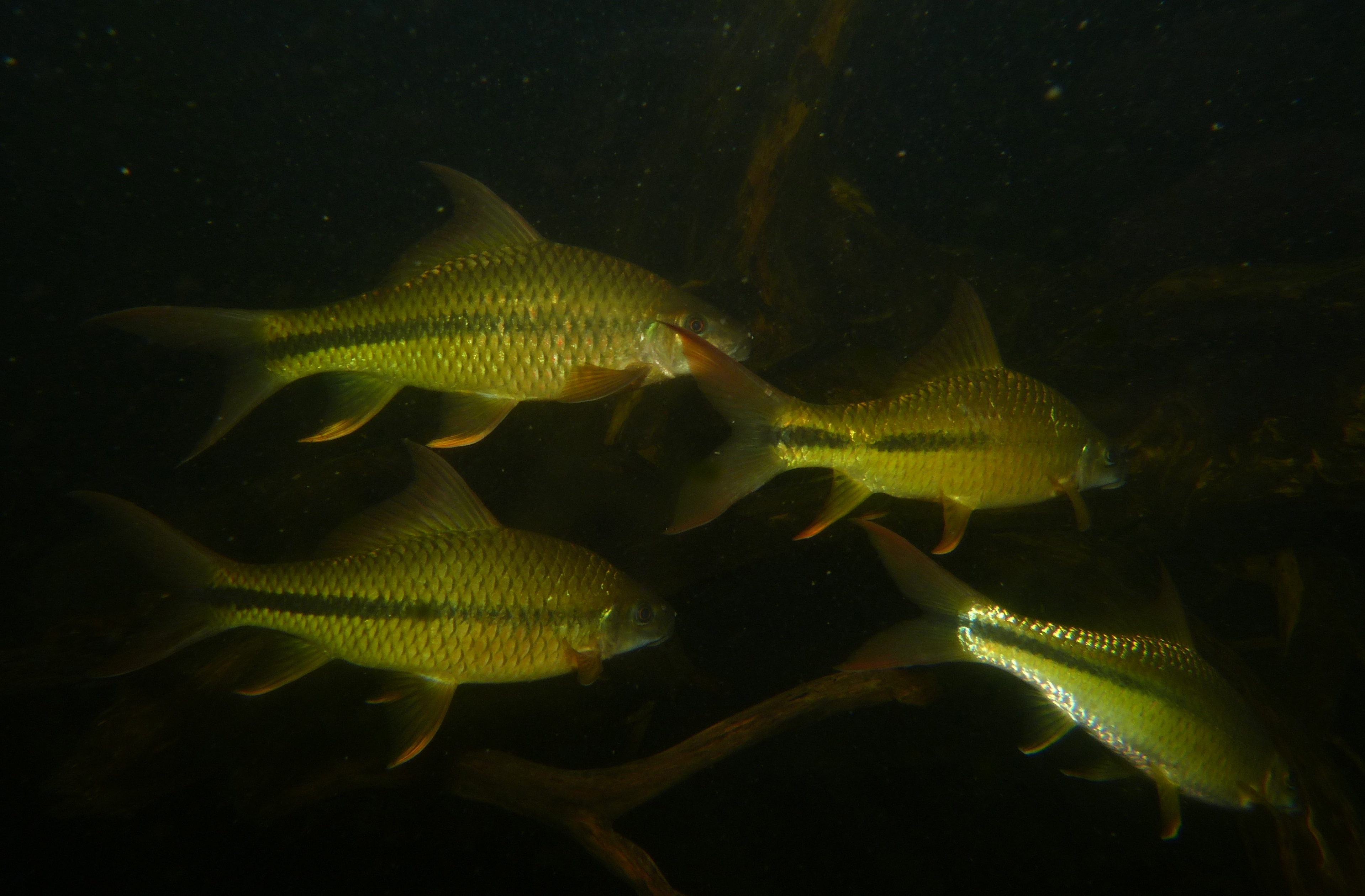
Osteochilus waandersii